# D-STAR
D-STAR (Digital Smart Technologies for Amateur Radio) ist ein digitaler Übertragungsstandard, mit dem Sprache (Modus DV digital voice) und Daten (Modus DD digital data) über schmalbandige Funkverbindungen übertragen werden können. Dieser Standard wurde zwischen 1999 und 2001 durch den japanischen Amateurfunkverband Japan Amateur Radio League entwickelt. Auf Anfragen der JARL hatte sich dann zunächst nur die Firma ICOM dieses Protokolls angenommen und Relaisfunkstellen, Endgeräte sowie Software auf kommerzieller Basis entwickelt und vertrieben. Erst Mitte 2016 stellte die Firma Kenwood als zweiter Hersteller mit dem TH-D74 ein Gerät für D-STAR vor.

## Einsatzmöglichkeiten
Innerhalb eines D-STAR-Netzes kann die Kommunikation auf direktem Wege zwischen den Endgeräten oder auch über Relaisfunkstellen und das Internet erfolgen. Der DD-Modus (=Digital Data Mode) erfolgt nur über das 23-cm-Band.
Im DV-Modus (=Digital Voice Mode) sind folgende Möglichkeiten implementiert:
- digitalisierte Sprache mit 2,4 kBit/s plus Vorwärtsfehlerkorrektur (FEC) mit 1,2 kBit/s,
- Kurztextmeldung parallel zur Sprachübertragung,[2]
- Datenübertragung über den 1,2-kBit/s-Datenkanal parallel zur Sprachübertragung,
- GPS-Tracking über den 1,2-kBit/s-Datenkanal (allerdings nicht isoliert wie bei APRS, sondern parallel zur Sprachübertragung; reine GPS-Daten über Repeater – insbesondere automatisch – abzusenden ist unerwünscht, da hierdurch die Sprachkommunikation gestört wird;[3] teilweise werden GPS-Aussendungen ohne Sprachanteil unterdrückt),
- automatisches Routing in Verbindung mit manuellem Roaming,
- Verlinkung von Relaisfunkstellen untereinander,
- Verlinkung mittels Konferenzservern,
- experimentelle Verlinkung mit Echolink und APCO P25 sowie DMR (Hytera) über spezielle Konferenzräume (siehe Abschnitt DCS).

Mit Erscheinen des Handfunkgerätes Icom ID-51E PLUS Anfang 2015 wird ein „schnellerer“ DV-Datenbetriebsmodus unter der Bezeichnung DV Fast Data Mode beworben:
- 3480 bps Übertragungsrate
- kein Sprachkanal
- inkompatibel zur Low-Speed-Datenkommunikation im DV-Modus

Im DD-Modus sind folgende Möglichkeiten implementiert:
- 128 kBit/s IP-Datenkanal, bei der das Funkgerät und die Relaisfunkstelle im Bridge-Modus arbeiten,
- jedes IP-basierte Protokoll möglich,
- Internet-Zugriff (ähnlich WLAN) entsprechend den nationalen Vorschriften.

## Technik

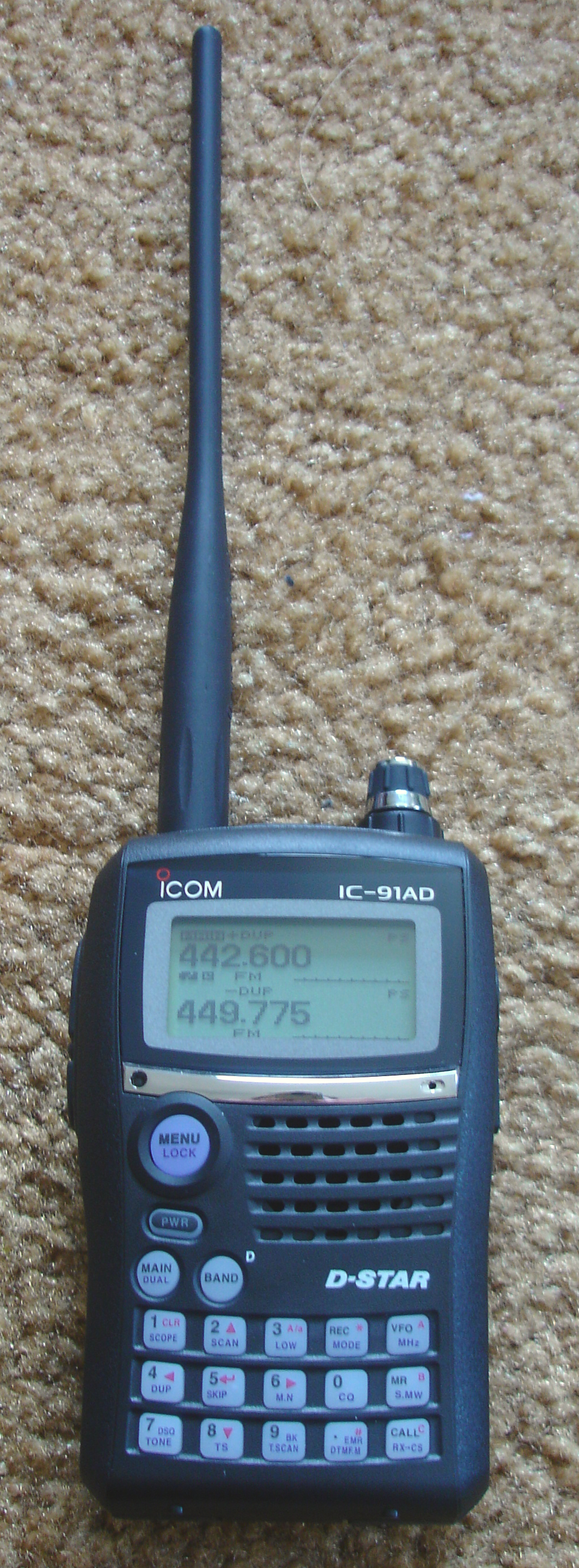
IC-E91AD, das erste in Deutschland erhältliche Duoband-Handfunkgerät mit optionaler D-STAR-Funktionalität

D-STAR nutzt ein offenes Protokoll. Bei D-STAR werden alle Informationen durch GMSK-Frequenzumtastung digital übertragen. Dabei setzt sich der 4,8-kbit/s-Datenstrom zusammen aus dem Sprachkanal (2,4 kbit/s), der FEC (1,2 kbit/s) und dem Datenkanal (1,2 kbit/s). Daraus ergibt sich dann die Kanalbandbreite von 6 kHz. Für Breitband-Datenverbindungen mit 128 kbit/s ist eine Kanalbandbreite von 150 kHz und für Backbone-Verbindungen mit 10 MBit/s eine Bandbreite von 10,5 MHz vorgesehen.

### Sprachcodierung
Im DV-Modus wird die Sprache zunächst digitalisiert und anschließend mittels proprietärem Sprachcodec AMBE hinsichtlich der geforderten Datenrate von 2,4 kbit/s komprimiert.
DMR, die von Yaesu vertriebenen Digitalgeräte auf Basis von Continuous 4 level FM (C4FM), APCO P25, TETRA, NXDN wie auch der digitale Übertragungsstandard von Alinco sind mit D-STAR nicht kompatibel. Allerdings erlauben einige DSTAR-Reflektoren, Sprachnachrichten mit anderen digitalen Systemen auszutauschen, s. u.

### Rechtliche Situation in Deutschland
Verschlüsselte Übertragungsverfahren sind im internationalen Funkverkehr gemäß der Vollzugsordnung für den Funkdienst (Art. 25.2A) und in Deutschland gemäß der Amateurfunkverordnung (§ 16 Abs. 7 und 8) untersagt. Daher bestanden zunächst Bedenken, ob der Einsatz des proprietären Codecs als Verschlüsselung gewertet werden müsste.
Nach Auskunft der in Deutschland für den Amateurfunkdienst zuständigen Behörde, der Bundesnetzagentur, vom 30. April 2008 gibt es keine rechtlichen Einwände gegen den Einsatz des DV-Modus in Deutschland trotz der proprietären Natur des Codecs. Das AMBE+-Verfahren produziert einen Datenstrom, dessen Inhalt nicht ohne Rückgriff auf proprietäre Verfahren ausgewertet werden kann. Die der Behörde vorliegende Dokumentation sei hierfür ausreichend.

## Nutzer-Software
Zur Datenübertragung über den parallel zur Sprache übertragenen Datenkanal gibt es diverse Programme wie
- D-StarLet (Text-Chat)
- Dstar Comms PRO (SMS, E-Mail)
- DStar TV (Standbildübertragung)
- D-Term[8] (Text-Chat)
- D-RATS[9] (Text-Chat, Dateiübertragung, Positionsübertragung, E-Mail (u. a. WinLink-Anbindung)).

## Infrastruktur-Software
Die Internet-Gateways für D-STAR liefen zunächst nur unter Linux mit einer proprietären Gatewaysoftware des Herstellers ICOM.
Der Gatewaysoftware fehlen jedoch einige Features wie zum Beispiel Konferenzschaltungen, Rufzeichenliste im Internet etc. Diese Funktionen werden von den Zusatzsoftwarepaketen „DSM“ (D-STAR Monitor) zur webbasierten Aktivitätsanzeige und „dplus“ mit seinen Reflektor-Systemen REFnnn mit virtuellen Konferenzräumen ergänzt. Diese Softwarepakete (closed source) wurden von Funkamateuren geschrieben. Die Ergänzungen fielen jedoch durch Mängel und Probleme im Bereich des Datenschutzes auf.

### ICOM Gatewaysoftware Historie
Ursprünglich als alleiniger Anbieter einer Gatewaysoftware für die weltweite Vernetzung von D-STAR Relaisfunkstellen gab es folgende Versionen, die hauptsächlich für die Betreiber dieser Relaisfunkstellen relevant waren und auch heute noch größtenteils sind:
- G1 – Die erste veröffentlichte Version für die Allgemeinheit lief auf den Betriebssystemen Fedora (Linux-Distribution) Core 2 oder Red Hat(R) Linux 9. Sie erschien 2005.[13]
- G2 – Im Jahr 2008 kam die aktualisierte Version 2 der ICOM Gatewaysoftware heraus.[14] Diese Version war beschränkt auf das Linux Betriebssystem CentOS 5 in der 32-Bit Version.
- G3 – 2019 kam der nächste Update auf die Version 3. Diese war nun auf CentOS5 (32 oder 64 Bit), CentOS 6 (32 oder 64 Bit) oder CentOS 7 (64 Bit) installierbar. Das bereitgestellte RPM Paket für CentOS 5 und 6 war jedoch weiterhin 32 Bit Architektur, aber die Version für CentOS 7 war in 64 Bit compiliert.[15] In der Installationsanleitung wurde auch zum ersten Mal auf die End-of-Support Zeiten der einzelnen CentOS Versionen hingewiesen.
- G3.10 – Schon 2022 kam dann der Update auf Version 3.10 und musste auf neue Gatewayserver installiert werden. Alte Systeme mit Version G3 sind aber noch weiterhin lauffähig und können weiter betrieben werden. Die neue Version 3.10 kam nur noch mit einem RPM File zur 64 Bit Installation auf CentOS 7 (64 Bit).
- G3.2 – Im Februar 2024 wurde die neue Version 3.2 in den Foren auf groups.io angekündigt.[16] Ende Mai 2024 gab es dann die ersten Meldungen aus den USA über die neue Version, die nun auf AlmaLinux 9 (64 Bit) basiert und damit die abgekündigte CentOS Familie verlässt.

### Datenschutzrechtliche Bedenken
Die Arbeitsgemeinschaft Zukunft Amateurfunkdienst hat eine Erklärung veröffentlicht, die im Funk-Telegramm 8/2009 wiedergegeben wurde. Man sah es als problematisch an, welche Daten an den Trust-Server in den USA versandt werden:

Ein Gatewaybetreiber hätte demnach keinerlei Kontrolle darüber, welche Dienste auf seinem Gateway-Server liefen und welche Daten überhaupt über seinen Internetanschluss übertragen würden. Ein fremdes anonymes US-Trustserver-Team hätte de facto Root-Zugriff auf die Recher.
Daher wurden nach und nach freie und teilweise freie Software-Lösungen entwickelt. Die bekanntesten sind:
- ircDDBGateway – aufbauend auf dem ircDDB Netz, aber nicht gleichzusetzen mit diesem, ermöglicht diese Software den Betrieb von Relaisfunkstellen mit der Hardware von ICOM sowie freien Entwicklungen wie zum Beispiel dem DVRPTR Modem Board und den Betrieb eines Hotspot, einer Art Kleinst-Relaisfunkstelle im Simplex-Betrieb. Die Einbindung in das ircDDB-Netz ist möglich, aber nicht zwingend notwendig. Es gibt fertige Pakete für Linux und Windows sowie den Quellcode zum selbst kompilieren.
- ControlCenter – eine Entwicklung der DVRPTR-Entwickler zum Betreiben von Relaisfunkstellen, Hotspots u. v. m. mit den DVRPTR-Boards. Sie läuft unter Windows und das Windows Binary mit Hilfe von Mono auch unter Linux.

### ircDDB-Netz
Um auf Trustserver verzichten zu können, werden hier die Routinginformationen parallel zu den konventionellen Methoden auch durch ein auf IRC-Technik basierendes System verteilt. Seit dem 20. Februar 2011 werden die Daten nur dann im ircDDB Live Log sowie der LastHeard-Liste  angezeigt, wenn der Benutzer dies ausdrücklich freigeschaltet hat, indem er eine Aussendung mit dem Zielrufzeichen „VIS   ON“ getätigt hat. Zum Deaktivieren wird dementsprechend einmalig das Zielrufzeichen „VIS   OFF“ gesendet. Bis dahin wurden – auch ohne explizite Einwilligung der Nutzer – die Verbindungsdaten auch von mindestens einem Serverbetreiber in den USA gespeichert und über eine Webschnittstelle abrufbar gemacht.

### xReflector
Die Zusammenschaltung mehrerer Relais zu einer Konferenz ist im ursprünglichen D-STAR-Protokoll nicht vorgesehen. Um dies zu ermöglichen, wurde das xReflector-System als Alternative zu den bereits genannten dplus-Reflektoren entworfen. Dieses erwies sich jedoch als störanfällig – so konnten Verbindungen durch kurze Träger unterbrochen werden (z. B. auch durch eine automatische Aussendung einer GPS-Bake), – so dass es inzwischen durch das DCS-System ersetzt wurde.

### DCS(Digital Call Server)
Die X-Reflektoren wurden ab Mitte 2012 durch das DCS-System ersetzt. Über die so genannten Digital Call Server lassen sich mehrere Relaisfunkstellen zu Konferenzen zusammenschalten, ähnlich wie mit den davor genutzten X-Reflektoren. Die Server selbst sind durchnummeriert, In Deutschland befindet sich der Server DCS001. Jeder Server ist in 26 Konferenzräume von A bis Z unterteilt. Die Konferenzräume A aller DCS-Server sind weltweit zusammen geschaltet (Bezeichnung des Konferenzraums „weltweiter Funkverkehr“). Raum Z entspricht der Echo-Funktion. Somit bleiben 24 Räume, denen Funktionen zugewiesen werden können.
Bei DCS werden die Routinginformationen nicht nur zu Beginn einer Aussendung, sondern wiederholt im Abstand von 20 ms (laut anderer Quelle alle 200 ms) übertragen, dadurch ist das System im Vergleich zum X-Reflektornetz weniger anfällig gegen kurze Störungen.
Im DCS-System werden momentan Rufzeichen, die nicht über DTMF-Kennungen angemeldet sind, von der Nutzung der DCS-Reflektoren ausgeschlossen, um – laut Aussagen der Betreiber – den Rufzeichenmissbrauch auf lokale Repeater einzuschränken beziehungsweise im Falle des Missbrauchs eine rechtliche Handhabe bei Vorfällen dieser Art zu haben. Es ist nicht dokumentiert, ob diese Anmeldung gültig bleibt, auch wenn die DCS-Kennung verfällt. (siehe CCS (Call Connection Service))
Das Anschalten eines Repeaters ist, wie auch bei X-Reflektoren über eine siebenstellige Eingabe des Reflektors und L (für Linken) in dem URCALL-Feld möglich; also DCS001CL um sich mit dem Konferenzraum C (Konferenzraum Deutschland) des DCS Servers Nummer 1 zu verbinden. Ebenso gestaltet sich das Trennen durch U an der 8. Stelle des URCALL-Feldes.
Zusätzlich besteht nun auch die Möglichkeit, Steuerbefehle – wie auch das Verbinden und Trennen – über DTMF-Töne zu übertragen. Dies gestaltet sich bei den meisten auf dem Markt befindlichen Geräten einfacher als die Anpassung des URCALL-Feldes (es sei denn, man belegt einzelne Speicherplätze mit den entsprechenden Kommandos, dann muss man allerdings für jeden Repeater mehrere Speicherplätze mit den jeweiligen Kommandos belegen). Zur Verbindung mit einem Konferenzraum sendet man D plus Nummer des Servers (einstellig) + Nummer des Konferenzraumes (zweistellig; A=01, B=02 … Z=26) durch DTMF, also D103, um sich mit dem Konferenzraum C des Servers DCS001 zu verbinden. Eine Statusabfrage erfolgt durch Übertragung der 0 (Null), zum Trennen dient # (Raute).
Zur experimentellen Verknüpfung mit Echolink war Konferenzraum V des schweizerischen DCS-Servers DCS003 auf den Echolink-Node 8008 HB9DR-R geschaltet.
Echolink ist aus dem D-Star-Netz im Moment über die DTMF-Kennung 0000 erreichbar.
Der Raum „M“ am österreichischen Reflektor DCS009 – aus dem D-STAR-Netz über DTMF D913 erreichbar – ist mit dem Hytera-DMR-Netz verbunden.

#### CCS(Call Connection Service)
Das CCS System vereinigt als nächste Ausbaustufe von DCS die Eigenschaften des originären Callsign-Routings, IrcDDB, D-Plus und StarNET.
Beim Callsign-Routing werden hier die Repeater automatisch temporär verlinkt, so dass ein direktes Antworten (ohne Programmierung des Empfängers im URCALL-Feld) nötig sowie auch ein Mithören auf dem angesprochenen Repeater ermöglicht wird. Beim originären Callsign-Routing kann man im Gegensatz dazu auf dem Zielrepeater nicht mithören; eine Rückmeldung, ob der Zielrepeater belegt oder nicht erreichbar war erfolgte nur über eine kryptische Text-Meldung im Display; der Angesprochene musste vor dem Antworten das Callsign-Routing zum Anrufenden programmieren, bereits bei kurzen Störungen brach die Weiterleitung zusammen.
Im Gegensatz zum DCS-System ist nun auch Callsign-Routing über DTMF-Kommandos möglich. Hierfür müssen persönliche DTMF-Kennungen zugeteilt werden (vergleiche Echolink).
Zum Beenden der über CCS-Callsign-Routing aufgebauten Verlinkung sendet man – abweichend von Echolink sowie der Konferenzraumverlinkung – den DTMF-Ton „A“.
Da das System mit nur einem vierstelligen Adressraum dimensioniert wurde, reichten aufgrund vieler Anmeldungen für das CCS-System Anfang 2015 die verfügbaren Kennungen nicht mehr aus. Daher wurden ohne Vorankündigung die Benutzer aus der CCS-Datenbank gelöscht, die D-Star mehrere Monate nicht mehr genutzt hatten. Eine Neuanmeldung über Internet ist jedoch jederzeit möglich.
Stationen, die über CCS-Callsign-Routing via DTMF-Kommando erreichbar sind, nutzen idealerweise das vierstellige Suffix-Feld des Mycall-Eintrags, um ihre CCS-Nummer auszusenden.

#### CCS7(Call Connection Service)
Hierbei handelt es sich um eine Erweiterung des CCS-Systems auf 7 Stellen, wobei hier die ersten drei Ziffern aus dem Mobile Country Code (MCC) bestehen. Die Kennungen werden mit dem DMR-System zusammengeführt. Für das Routing innerhalb des eigenen Landes reicht es aus, die letzten 4 Ziffern zur Adressierung zu verwenden. Seit 2015 findet ein Testbetrieb auf isolierten Servern statt.

## Selbstbauprojekte
Ein Bausatz zur Erweiterung handelsüblicher FM-Funkgeräte war über ein Amateurfunkmagazin erhältlich. Auch Funktelefone aus dem ehemaligen C-Netz (z. B. Siemens C5) können mit DV-Modem nachgerüstet werden. Ferner gibt es verschiedene Software-Projekte, die sich mit der Dekodierung von D-Star beschäftigen.
1. Integration der ICOM-Platine UT-118DV mit AMBE 2020 Chip zur Nachrüstung analoger Funkgeräte durch Satoshi Yasuda (7M3TJZ/AD6GZ),
2. Eigenbauprojekt mit AMBE2020 Chip von AE4JV/Moetronix,
3. Eigenbauprojekt mit AMBE2020 Chip zur reinen Codierung der NF
4. Erweiterungsplatine für ein umgebautes C5-Telefon von DO1FJN[40]
5. DVRPTR-Platine zur Verwendung als Dongle, Hotspot oder Vollduplex-Relais bzw. DV-Transceiver (Anschluss an 9k6-fähiges Funkgerät)
6. UP4DAR-Platine als open source Universal Platform for Digital Amateur Radio[41]
7. Empfang mittels SDR und Dekodierung der D-Star-Header-Informationen durch das Programm dstar.exe[42]
8. Empfang mittels SDR und Sprachdekodierung durch das Programm DSD 1.7 (Digital Speech Decoder)[43]

## Verbreitung und Netzaufbau in Deutschland, Österreich und der Schweiz
Die „Taunus-Relais-Gruppe“ betreibt seit Januar 2007 eine D-STAR-Relaisstation auf dem Großen Feldberg im Taunus 881 m ü. NHN mit der Sendefrequenz 439,450 MHz und der Empfangsfrequenz 431,850 MHz. Das Amateurfunkrufzeichen war zunächst DB0DFT B. Nach Umzug aus dem Fernmeldeturm in den gegenüberliegenden Aussichtsturm in Betriebsräume des Hessischen Rundfunks im Mai 2007 wurde das Rufzeichen in DB0HRF B geändert. Eine Gatewayanbindung an das weltweite D-STAR-Netz besteht seit Oktober 2007.
Im Laufe der Jahre wuchs die Anzahl der Relaisfunkstellen stetig und es entwickelten sich verschiedene Netze (siehe oben), die teilweise auch netzübergreifende Verbindungen erlauben. Weltweit gibt es mit Stand Januar 2014 über 1600 registrierte Gateways mit einem oder mehreren angeschlossenen Relais. Rund 110 Gateways in Deutschland, 13 in Österreich und 21 in der Schweiz zählt das ircDDB-Netzwerk. Dazu kommen noch eine unbekannte Anzahl von Hotspots, die in der Regel keine eigene Registrierung haben und somit nicht statistisch erfassbar sind.

## Amateurfunksatelliten
Der erste Erdsatellit mit einem dedizierten D-STAR-Transponder war der russische Erdbeobachtungssatellit TabletSat-Aurora. Er wurde am 19. Juni 2014 mit einer Dnepr-Rakete vom Kosmodrom Jasny gestartet. Weitere Implementierungen finden sich in dem belgischen Satelliten OUFTI-1 (2016) und in der D-Star-One-Serie des Berliner Unternehmens German Orbital Systems (seit 2017).